# لويسبورغ
لويسبورغ (بالإنجليزية: Lewisburg, Tennessee)‏ هي مدينة تقع بولاية تينيسي في وسط شرق الولايات المتحدة. تأسست عام 1837، تبلغ مساحة هذه المدينة 30.3 (كم²)، وترتفع عن سطح البحر 225 م، بلغ عدد سكانها 11101 نسمة في عام 2010 حسب إحصاء مكتب تعداد الولايات المتحدة وتصل الكثافة السكانية فيها نسمة/كم2.

## التركيبة السكانية
حدّد مكتب تعداد الولايات المتحدة بيانات التركيبة السكانية للويسبورغ في تعداد الولايات المتحدة. في ما يلي، التركيبة السكانية حسب تعدادي 2000 و2010.

### تعداد عام 2000
بلغ عدد سكان لويسبورغ 10,413 نسمة بحسب تعداد عام 2000، وبلغ عدد الأسر 4,242 أسرة وعدد العائلات 2,742 عائلة مقيمة في المدينة. في حين سجلت الكثافة السكانية 289.3 نسمة لكل كيلومتر مربع (749.3/ميل2). وبلغ عدد الوحدات السكنية 4,584 وحدة بمتوسط كثافة قدره 127.4 لكل كيلومتر مربع (330.0/ميل2).
وتوزع التركيب العرقي للمدينة بنسبة 79.96% من البيض و15.44% من الأمريكيين الأفارقة و0.19% من الأمريكيين الأصليين و0.47% من الأمريكيين ذوي الأصول الآسيوية و0.03% من سكان جزر المحيط الهادئ و2.85% من الأعراق الأخرى و1.06% من عرقين مختلطين أو أكثر و5.15% من الهسبانيون أو اللاتينيون من أي عرق.
بلغ عدد الأسر 4,242 أسرة كانت نسبة 33.5% منها لديها أطفال تحت سن الثامنة عشر تعيش معهم، وبلغت نسبة الأزواج القاطنين مع بعضهم البعض 43.4% من أصل المجموع الكلي للأسر، ونسبة 16.6% من الأسر كان لديها معيلات من الإناث دون وجود شريك،  بينما كانت نسبة 4.6% من الأسر لديها معيلون من الذكور دون وجود شريكة وكانت نسبة 35.4% من غير العائلات. تألفت نسبة 31% من أصل جميع الأسر من عدة أفراد يعيشون في نفس المنزل ونسبة 13.7% كانت تتألف من شخص يعيش بمفرده يبلغ من العمر 65 عاماً أو أكثر. وبلغ متوسط حجم الأسرة المعيشية 2.38، أما متوسط حجم العائلات فبلغ 2.94.
بلغ العمر الوسطي للسكان 36.7 عاماً. وكانت نسبة 23.9% من القاطنين تحت سن الثامنة عشر، وكانت نسبة 10% بين الثامنة عشر والرابعة والعشرين عاماً، ونسبة 26.8% كانت واقعةً في الفئة العمرية ما بين الخامسة والعشرين والرابعة والأربعين عاماً، ونسبة 21.7% كانت ما بين الخامسة والأربعين والرابعة والستين، ونسبة 14.5% كانت ضمن فئة الخامسة والستين عاماً فما فوق. يوجد لكل 100 أنثى 90.2 ذكر، ويوجد لكل 100 أنثى في الثامنة عشر من عمرها فما فوق 87.1 ذكر.
بلغ متوسط دخل الأسرة في المدينة 31,033 دولارًا، أما متوسط دخل العائلة فبلغ 38,246 دولارًا. وكان متوسط دخل الذكور 30,619 دولارًا مقابل 21,765 دولارًا للإناث. وسجل دخل الفرد الخاص بالمدينة 16,401 دولارًا. وكانت نسبة 12.7% من العائلات ونسبة 16.1% من السكان تحت خط الفقر، وكان من هؤلاء نسبة 21% تحت سن الثامنة عشر ونسبة 14.2% في الخامسة والستين من العمر وما فوق.

### تعداد عام 2010
بلغ عدد سكان لويسبورغ 11,100 نسمة بحسب تعداد عام 2010، وبلغ عدد الأسر 4,475 أسرة وعدد العائلات 2,859 عائلة مقيمة في المدينة. في حين سجلت الكثافة السكانية 308.4 نسمة لكل كيلومتر مربع (798.8/ميل2). وبلغ عدد الوحدات السكنية 5,031 وحدة بمتوسط كثافة قدره 139.8 لكل كيلومتر مربع (362.1/ميل2).
وتوزع التركيب العرقي للمدينة بنسبة 78.32% من البيض و13.67% من الأمريكيين الأفارقة و0.22% من الأمريكيين الأصليين و0.68% من الأمريكيين ذوي الأصول الآسيوية و0.05% من سكان جزر المحيط الهادئ و4.42% من الأعراق الأخرى و2.65% من عرقين مختلطين أو أكثر و7.77% من الهسبانيون أو اللاتينيون من أي عرق.
بلغ عدد الأسر 4,475 أسرة كانت نسبة 32.8% منها لديها أطفال تحت سن الثامنة عشر تعيش معهم، وبلغت نسبة الأزواج القاطنين مع بعضهم البعض 39.7% من أصل المجموع الكلي للأسر، ونسبة 17.9% من الأسر كان لديها معيلات من الإناث دون وجود شريك،  بينما كانت نسبة 6.3% من الأسر لديها معيلون من الذكور دون وجود شريكة وكانت نسبة 36.1% من غير العائلات. تألفت نسبة 31.3% من أصل جميع الأسر من عدة أفراد يعيشون في نفس المنزل ونسبة 12.5% كانت تتألف من شخص يعيش بمفرده يبلغ من العمر 65 عاماً أو أكثر. وبلغ متوسط حجم الأسرة المعيشية 2.40، أما متوسط حجم العائلات فبلغ 2.98.
بلغ العمر الوسطي للسكان 37.4 عاماً. وكانت نسبة 24.5% من القاطنين تحت سن الثامنة عشر، وكانت نسبة 9.2% بين الثامنة عشر والرابعة والعشرين عاماً، ونسبة 26.1% كانت واقعةً في الفئة العمرية ما بين الخامسة والعشرين والرابعة والأربعين عاماً، ونسبة 25.5% كانت ما بين الخامسة والأربعين والرابعة والستين، ونسبة 14.8% كانت ضمن فئة الخامسة والستين عاماً فما فوق. وتوزع التركيب الجنسي للسكان بنسبة 46.5% ذكور و53.5% إناث.

## أعلام
- ماركوس هايسليب
- غريدي مارتن
- ميخائيل تايلور
- جايسون ماكسويل

## وصلات خارجية
- The US50 - Cities and Towns in Tennessee State